# Pseudagrion coeruleipunctum
Pseudagrion coeruleipunctum là một loài chuồn chuồn kim thuộc họ Coenagrionidae. Loài này có ở Angola và Zambia. Môi trường sống tự nhiên của chúng là sông ngòi và đầm lầy.